# (73246) 2002 JO40
(73246) 2002 JO40 – planetoida z pasa głównego asteroid okrążająca Słońce w ciągu 5,38 lat w średniej odległości 3,07 j.a. Odkryta 8 maja 2002 roku.